# Klášter Ebrach
Klášter Ebrach (německy Kloster Ebrach) je cisterciácký klášter v bavorském Ebrachu, spadající pod bamberské arcibiskupství. Byl založen okolo roku 1126 franskými šlechtici a prvotní konvent byl povolán z burgundského Morimondu a prvním opatem se stal mnich Adam. Spoluzakladatelem byl také král Konrád III. s manželkou Gertrudou, která byla roku 1146 v konventním kostele pohřbena. Roku 1167 byly do kláštera převezeny také ostatky králova syna Fridricha. Již během 12. století bylo z Ebrachu založeno několik dceřiných klášterů, což svědčí o vlivném postavení a bohatých donacích místní šlechty. Ke zrušení kláštera došlo roku 1803 během sekularizace.

## Evropské dědictví
Tento klášter je součástí skupiny Cisterscapes (krajiny v okolí cisterciáckých klášterů). Tento soubor  byl začleněn do Evropského dědictví 17. dubna 2024.

## Fotogalerie

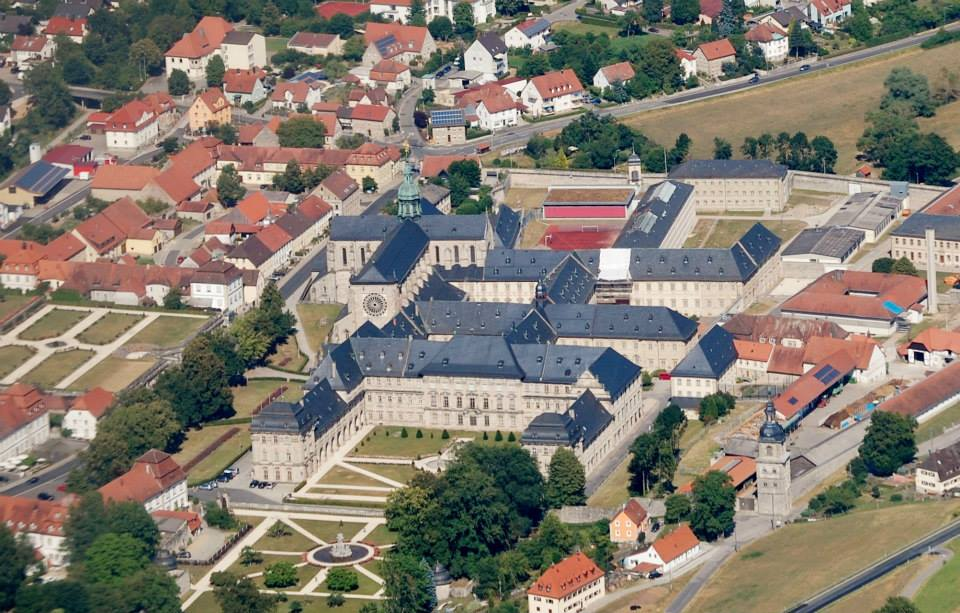
Klášter Ebrach
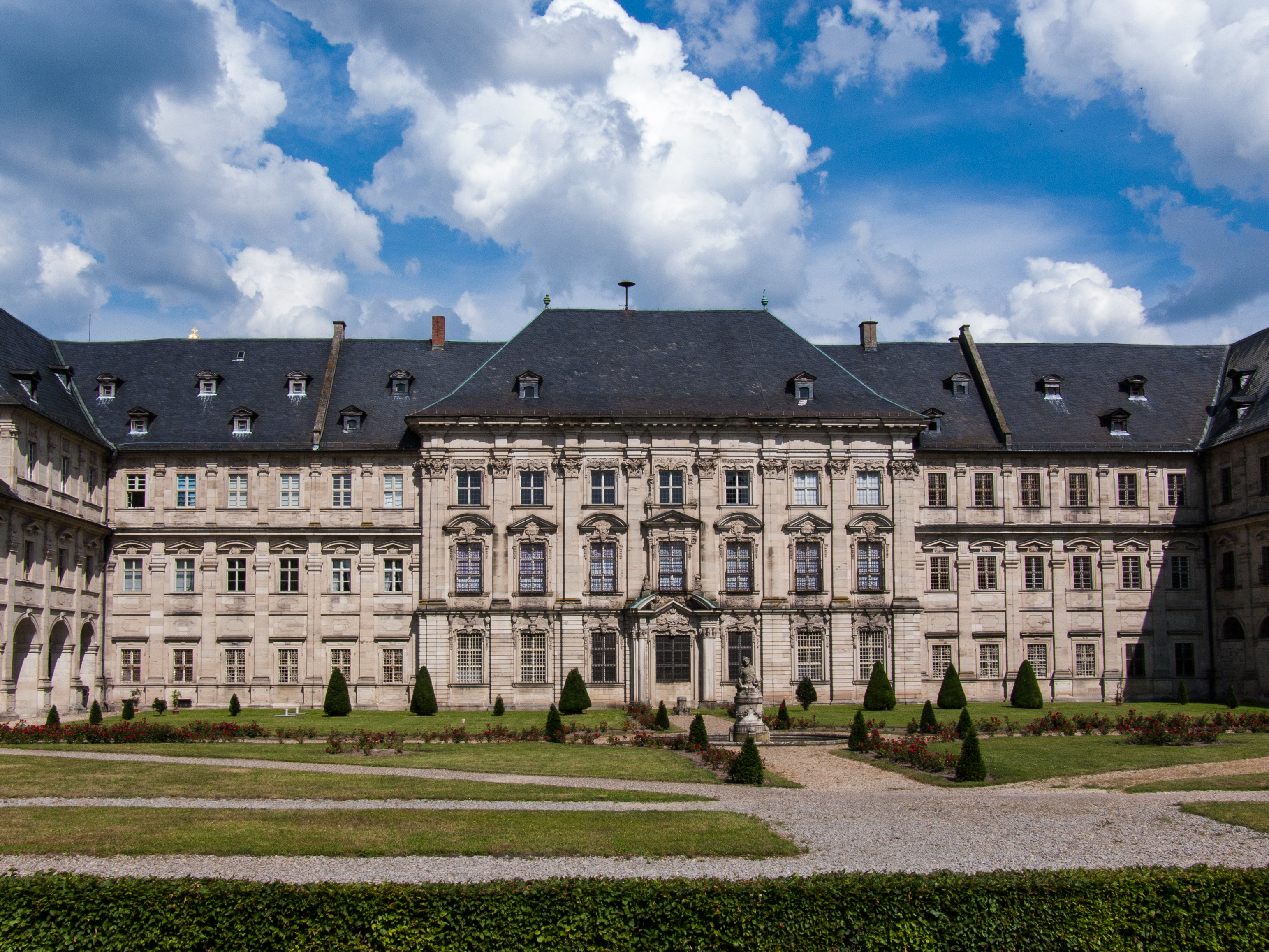
Klášter Ebrach
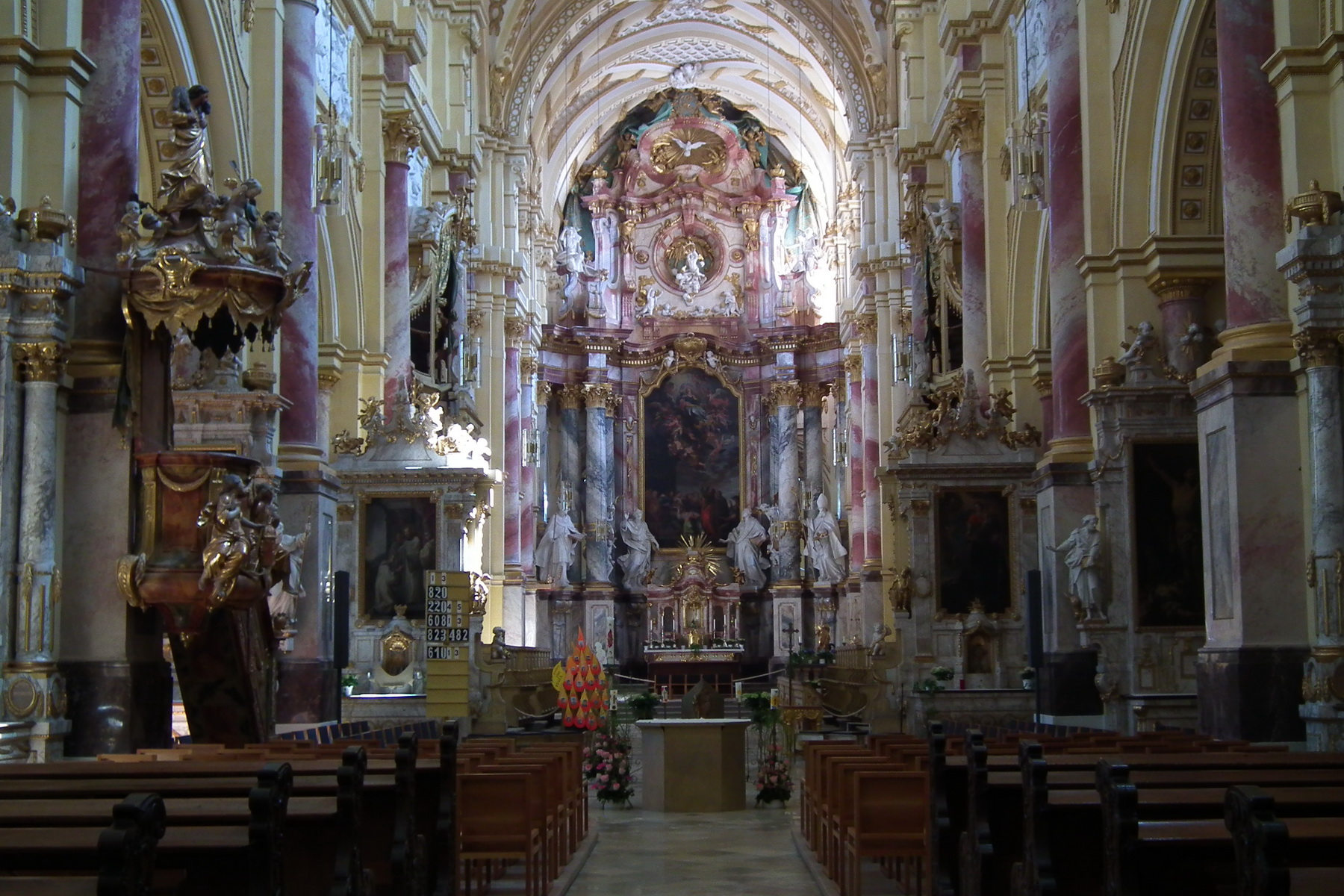
Interiér kostela
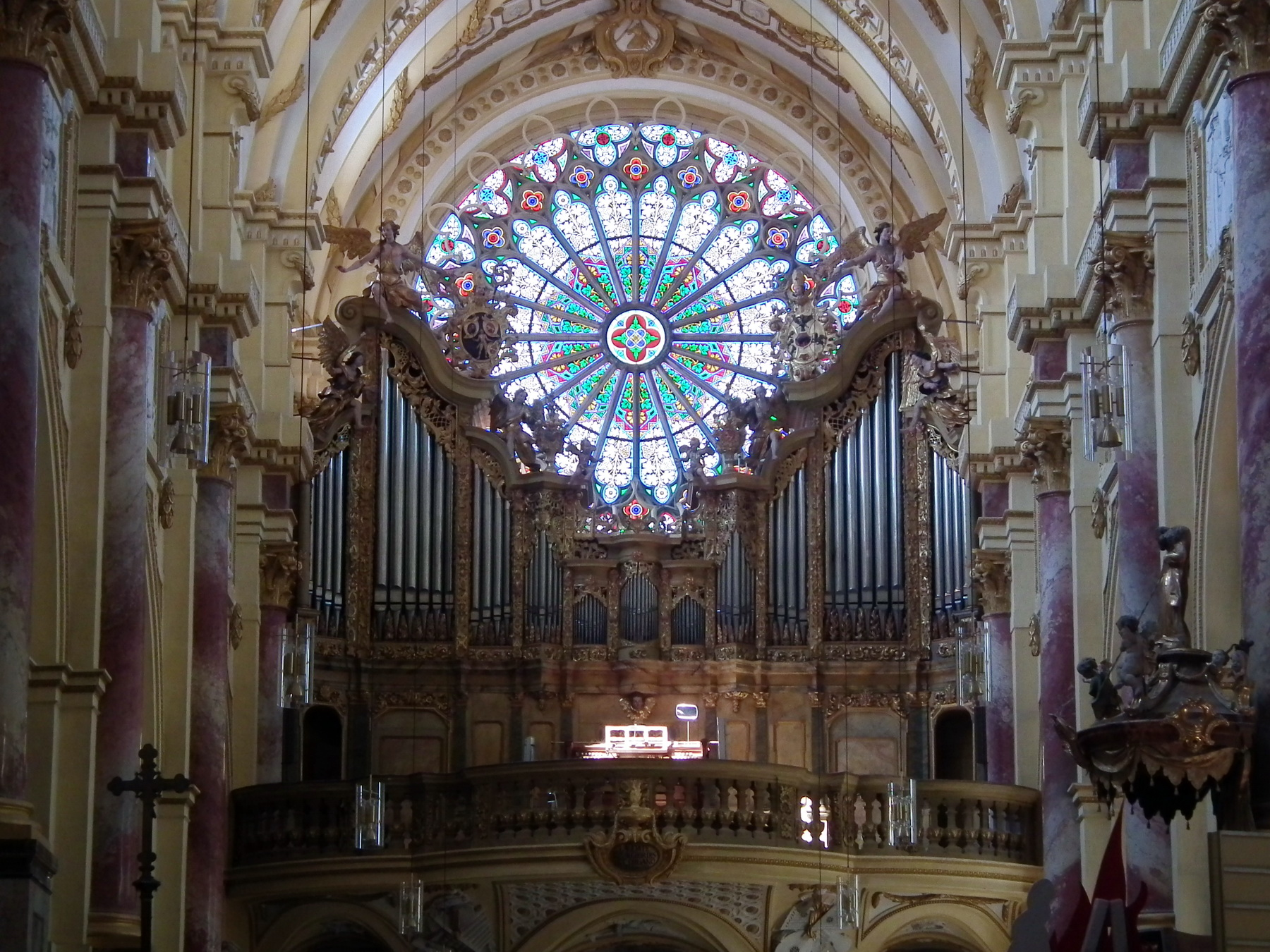
Interiér kostela